# Powers Lake (Wisconsin)
Powers Lake é uma Região censo-designada localizada no estado norte-americano de Wisconsin, no Condado de Kenosha e Condado de Walworth.

## Demografia
Segundo o censo norte-americano de 2000, a sua população era de 1500 habitantes.

## Geografia
De acordo com o United States Census Bureau tem uma área de
7,2 km², dos quais 5,0 km² cobertos por terra e 2,2 km² cobertos por água.

## Localidades na vizinhança
O diagrama seguinte representa as localidades num raio de 12 km ao redor de Powers Lake.